# سلحفاة رفرافية القوقعة البورمية
سلحفاة رفرافية القوقعة البورمية (الاسم العلمي: Lissemys scutata)، نوع سلاحف المياه العذبة التي تنتمي إلى جنس سلحفاة رفرافية القوقعة وفصيلة سلاحف ذات أغطية ملساء. وهي متوطنة في آسيا.

## النطاق الجغرافي والموئل
تعيش في نهري إيراوادي وسالوين في ميانمار، ويوجد في شمال شرق تايلاند، وربما في مقاطعة يونان، الصين.